# Britisch-chinesische Beziehungen
Die Britisch-chinesischen Beziehungen sind das zwischenstaatliche Verhältnis zwischen der Volksrepublik China und dem Vereinigten Königreich, bzw. den jeweiligen Vorgängerstaaten. Die Handelskontakte beider Länder gehen auf das 17. Jahrhundert zurück und in den zwei Opiumkriegen zwang das Britische Weltreich die Qing-Dynastie zum Import seines Opiums. Großbritannien beteiligte sich auch an der Niederwerfung des antiimperialistischen Boxeraufstands und etablierte eine Kolonie in Hongkong, womit die Briten eine große Rolle im Jahrhundert der Demütigung spielten und deshalb bis heute in China eher ambivalent gesehen werden. Nach dem Ende des chinesischen Bürgerkriegs erkannte das Vereinigte Königreich die Volksrepublik China als erster westlicher Staat bereits am 1. Oktober 1949 an, auch wenn erst deutlich später Botschafter ausgetauscht wurden. Nach dem Ende des Kalten Krieges und der Rückgabe Hongkongs an China begann eine Periode, die als „Goldenes Zeitalter“ der chinesisch-britischen Beziehungen bekannt wurde, mit zahlreichen hochrangigen Staatsbesuchen und bilateralen Handels- und Militärabkommen. Die Proteste in Hongkong 2019/2020 und die von den Briten beklagten Verletzungen der in der Chinesisch-britischen gemeinsamen Erklärung zu Hongkong vereinbarten Sonderrechte Hongkongs haben jedoch in jüngerer Zeit für eine Abkühlung der diplomatischen Beziehungen gesorgt.

## Geschichte

### Frühe Kontakte

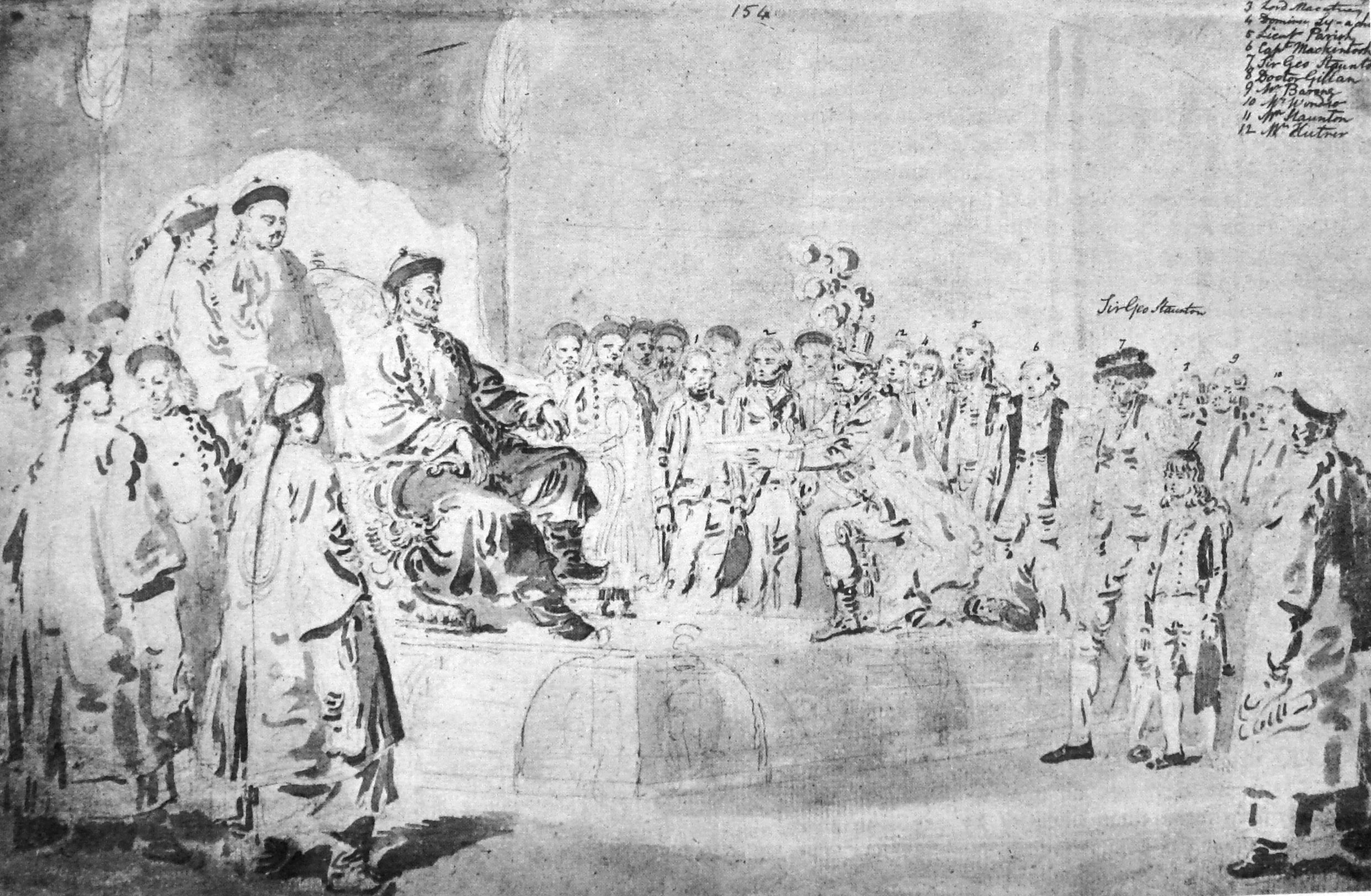
Kaiser Qianlong empfängt Lord Macartney (1793)

Auf seinen Reisen soll sich der nestorianische Mönch und Diplomat Rabban Bar Sauma 1288 in Bordeaux mit Eduard I., dem König von England getroffen haben, was einen frühen diplomatischen Kontakt zwischen den britischen Inselns und dem Kulturraum China darstellte. 1600 wurde in der Regierungszeit von Elisabeth I. die Britische Ostindien-Kompanie für den Handel in Asien gegründet. Am 27. Juni 1637 trafen vier schwer bewaffnete Schiffe unter Kapitän John Weddell in Macao ein, um den Handel zwischen England und China zu eröffnen. Sie wurden nicht von der Ostindien-Kompanie unterstützt, sondern von einer privaten Gruppe. Die Portugiesen in Macao lehnten sie ab und sie verärgerten die Ming-Behörden schnell, weshalb es zu bewaffneten Auseinandersetzungen kam. Das weitere Schicksal der Gruppe ist unbekannt. Während die Portugiesen das Monopol auf den Handel in Macao behielten, wurde der Ostindien-Kompanie schließlich 1699 der Zugang zum Hafen von Kanton (Guangzhou) gestattet, wobei der Handel starken Restriktionen unterworfen wurde. Dennoch entstand im 18. Jahrhundert ein regel Handel mit Tee und anderen Waren wie Seide und Porzellan, der für britische Händler sehr lukrativ wurde. Die Briten begannen auch mit dem Export von Opium aus ihren Kolonien in Indien, um ihr hohes Handelsbilanzdefizit auszugleichen und chinesische Waren zu finanzieren. 1793 entsendete König Georg III. mit der Macartney-Mission die erste diplomatische Mission an den chinesischen Kaiserhof. Diese schlug eine Öffnung der chinesischen Häfen, eine Ausweitung des Handels und die Aufnahme diplomatischer Beziehungen vor. Kaiser Qianlong lehnte ab und verkündete: „Unser himmlisches Reich besitzt alles im Überfluss und es mangelt ihm an keinem Produkt innerhalb seiner Grenzen. Es besteht daher keine Notwendigkeit, die Erzeugnisse fremder Barbaren im Tausch gegen unsere eigenen Produkte einzuführen.“ Auch verweigert sich der Kaiser der Aufnahme jeglicher diplomatischer Kontakte außerhalb einer Vasallenbeziehungen, da die traditionelle Tianxia-Konzeption der Kaiser keine ebenbürtigen Partner kannte. Qianlong fordert Georg III. deshalb auf, ihm Tribut zu errichten.

### 19. Jahrhundert

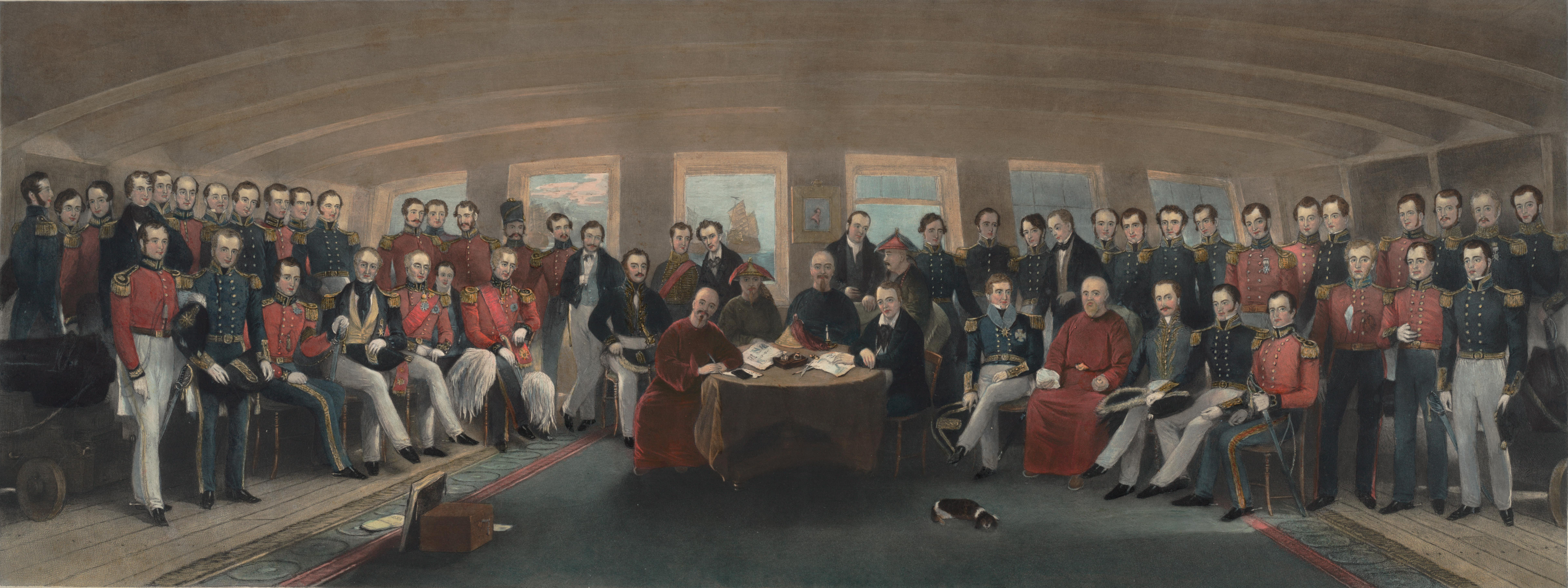
Anschluss des Vertrag von Nanking (1842)

Territoriale Entwicklung Hongkongs:

Zu Beginn des 19. Jahrhunderts besorgte die zunehmende Opiumsucht in China die Behörden. In Reaktion darauf ließ der Kaiser 1836 die Einfuhr von Opium verbieten und als die Briten das Verbot umgingen, ließ der Beamte Lin Zexu 1839 beschlagnahmtes Opium öffentlich verbrennen. Der Streit eskalierte und führte zum Ersten Opiumkrieg, der für die militärisch in Rückstand geratenen Chinesen in einer demütigenden Niederlage endete. 1842 war die Qing-Dynastie gezwungen, den Vertrag von Nanking und bald darauf den Vertrag von Humen zu unterzeichnen – die frühesten der ungleichen Verträge –, die den britischen Untertanen in China eine Entschädigung und Exterritorialität gewährte, fünf Vertragshäfen für britische Kaufleute öffnete und den Briten „auf ewig“ die Hoheit über Hong Kong Island gaben. Die Briten durften zudem unbeschränkt Opium nach China einführen, was katastrophale soziale Folgen für das Land hatte, einen bedeutenden Teil der Bevölkerung abhängig machte und damit der Entwicklung der chinesischen Wirtschaft hemmte. Da die Briten mit den Zugeständnissen im Außenhandel nicht zufrieden waren, begann 1856 der Zweite Opiumkrieg⁣, dem sich aus Opportunismus auch Frankreich anschloss. Für die Chinesen endete der Krieg in einem erneuten Desaster und 1860 plündern französische und britische Truppen den Kaiserlichen Sommerpalast, was eine beispiellose Demütigung darstellte. In den folgenden Verträgen musste China auch Kowloon an die Briten abtreten, weitere Häfen für den Außenhandel öffnen und die Tätigkeit christlicher Missionare im Land zulassen. 1898 pachtete Großbritannien die New Territories in einem weiteren ungleichen Vertrag für 99 Jahre und konnte damit seine prosperierende Kolonie in Hongkong deutlich vergrößern. Dieser koloniale Einfluss sorgte in China für Widerstand gegen die „fremden Teufel“ und mündet gegen Ende des 19. Jahrhunderts im Boxeraufstand, der von den Vereinigten acht Staaten, darunter waren auch die Briten, gewaltsam niedergeschlagen wurde.

### 20. Jahrhundert

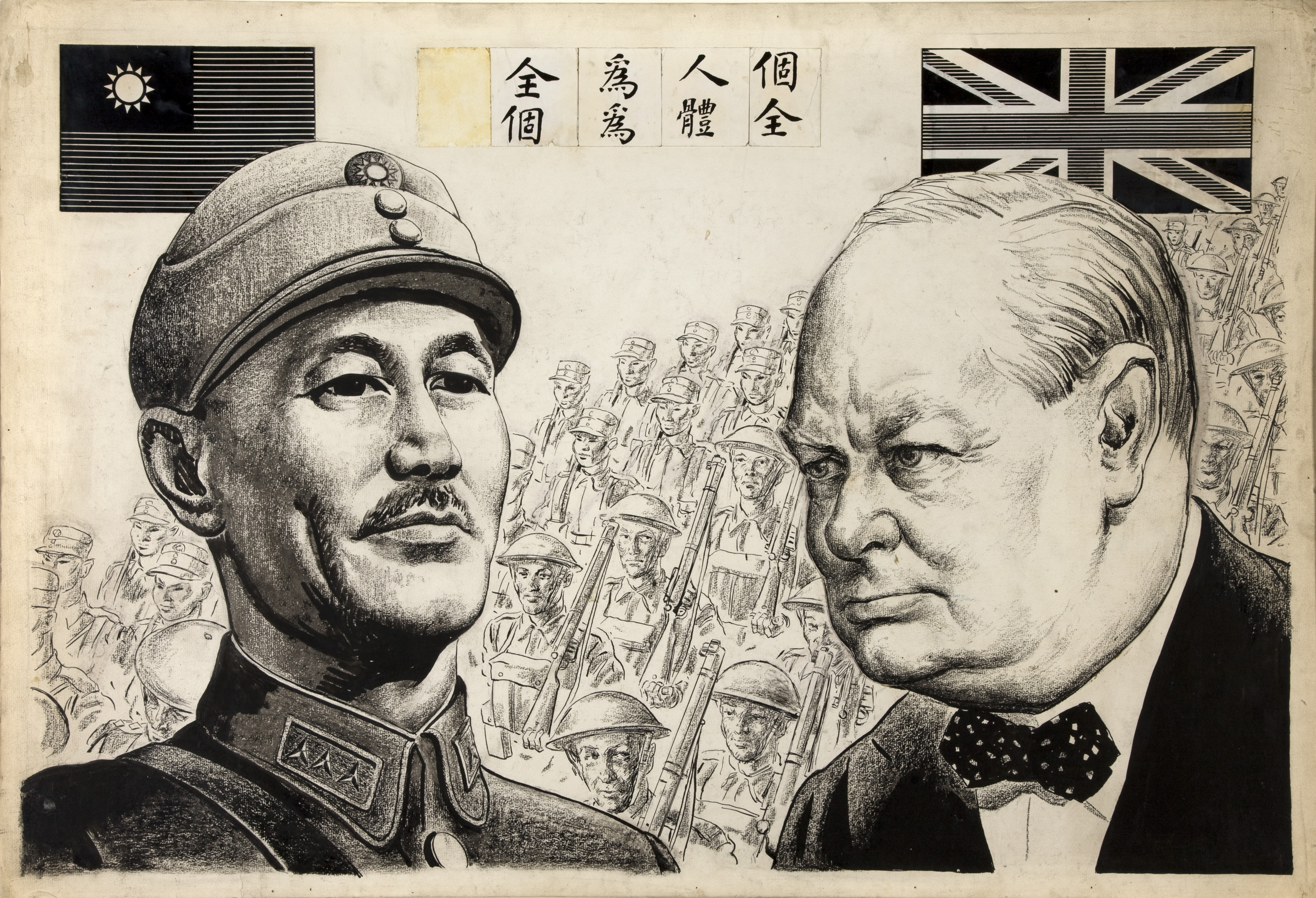
Chiang Kai-shek und Winston Churchill als Verbündete

Im frühen 20. Jahrhundert hatte das Vereinigte Königreich mit seiner Kolonie in Hongkong eine starke wirtschaftliche Position aufgebaut, wobei die 1865 gegründete Hongkong & Shanghai Banking Corporation eine führende Rolle einnahm. Ziel der britischen Außenpolitik war es, die britischen Handelsinteressen zu sichern und gleichzeitig ein unabhängiges China zu erhalten, weshalb sich die Briten gegen eine vollständige Zerschlagung und Kolonisierung Chinas aussprachen, was durch den späteren Neun-Mächte-Vertrag bestätigt wurde. Britische Kapitalisten sahen ein großes Potenzial im chinesischen Markt und ausländisches Kapital floss nach China. Die Xinhai-Revolution führte schließlich zur Absetzung des Kaisers und 1912 zur Ausrufung der Republik China durch Sun Yat-sen. In der Folgezeit vertreten sowohl die Kuomintang als auch die 1921 gegründete Kommunistische Partei Chinas antiimperialistische und antibritische Positionen. Durch das Chaos der Warlord-Ära und die Invasion Chinas durch Japan war China allerdings vorerst mit anderen Problemen beschäftigt. Während des Zweiten Weltkriegs kam es schließlich zur Kooperation zwischen der Nationalrevolutionären Armee und den Briten gegen die Japaner, so z. B. im Burmafeldzug. Im chinesischen Bürgerkrieg bleiben die Briten neutral, sympathisieren allerdings mit den Nationalisten. Mit dem Sieg der Kommunisten und der Ausrufung der Volksrepublik China durch Mao Zedong 1949 erkannten die Briten im Gegensatz zu den meisten anderen westlichen Nationen die Volksrepublik fast umgehend an. Neben der Angst um die britischen Besitzungen in Hongkong spielte dabei auch der Einfluss der regierenden Labour Party eine Rolle, wobei die Anerkennung für Konflikte mit den Amerikanern sorgte.
Danach blieben die Beziehungen allerdings durchwachsen, auch da sich bald darauf britische und chinesische Truppen direkt im Koreakrieg gegenüber standen. Dennoch kam es 1954 zu einem historischen Besuch einer Delegation der britischen Labour Party, der auch Clement Attlee angehörte. Er besuchte China auf Einladung des damaligen Außenministers Zhou Enlai. Attlee war damit der erste hochrangige westliche Politiker, der Mao Zedong traf. Beide Länder entsendeten keine vollwertigen diplomatischen Botschafter, vereinbarten jedoch den Austausch von Vertretern. Ab 1961 sprach sich London für die Aufnahme der Volksrepublik China in die UN aus, die jedoch von den USA blockiert wurden, die die Republik China auf Taiwan anerkannten. Die prekäre Position der Briten in Hongkong wurde deutlich, als in der Stadt 1967 prochinesische Unruhen ausbrachen, die von der KP Chinas unterstützt werden. Infolgedessen attackierten die Roten Garden britische Diplomaten in der Volksrepublik. Die Chinesen entschieden sich jedoch gegen eine militärische Invasion Hongkongs, welche im Gegensatz zu Maos Volksrepublik während der Kulturrevolution wirtschaftlich prosperierte und zu einem globalen Handelszentrum aufstieg, das auch viele Migranten aus der Volksrepublik anzog. Erst 1972 wurden Botschafter zwischen dem Vereinigten Königreich und der VR China ausgetauscht, auch da sich durch Richard Nixons Besuch in China 1972 die sino-amerikanische Beziehungen deutlich verbessert hatten.
Mit dem absehbaren Ablauf der Pachtzeit für die New Territories wurden Verhandlungen zwischen beiden Seiten geführt. Zu diesem Zweck besuchte die britische Premierministerin Margaret Thatcher ihren chinesischen Amtskollegen Deng Xiaoping im September 1982 in Peking. Die Briten hofften zuerst weiterhin die Souveränität über Teile von Hongkong ausüben zu können. Deng drohte in den Verhandlungen mit Thatcher jedoch unverblümt mit einer militärischen Eroberung der Kronkolonie. Nach harten Verhandlungen wurde 1984 jedoch die Gemeinsame Erklärung zu Hongkong verabschiedet. Mit dieser wurde angekündigt, dass China Hongkong 1997 zurückerhalten wird. Als Zugeständnis an die Briten wurde für die Zeit danach eine 50-jährige Übergangszeit vereinbart, in der Hongkong als Sonderverwaltungszone weiterhin Sonderrechte unter dem Prinzip Ein Land, zwei Systeme erhält, darunter Rechtsstaatlichkeit, eine kapitalistische Wirtschaftsordnung und eine eigene Währung. Englisch blieb eine Amtssprache in Hongkong. Am 1. Juli 1997 wurde Hongkong schließlich mit einer feierlichen Zeremonie an die Volksrepublik China übergeben.

### 21. Jahrhundert

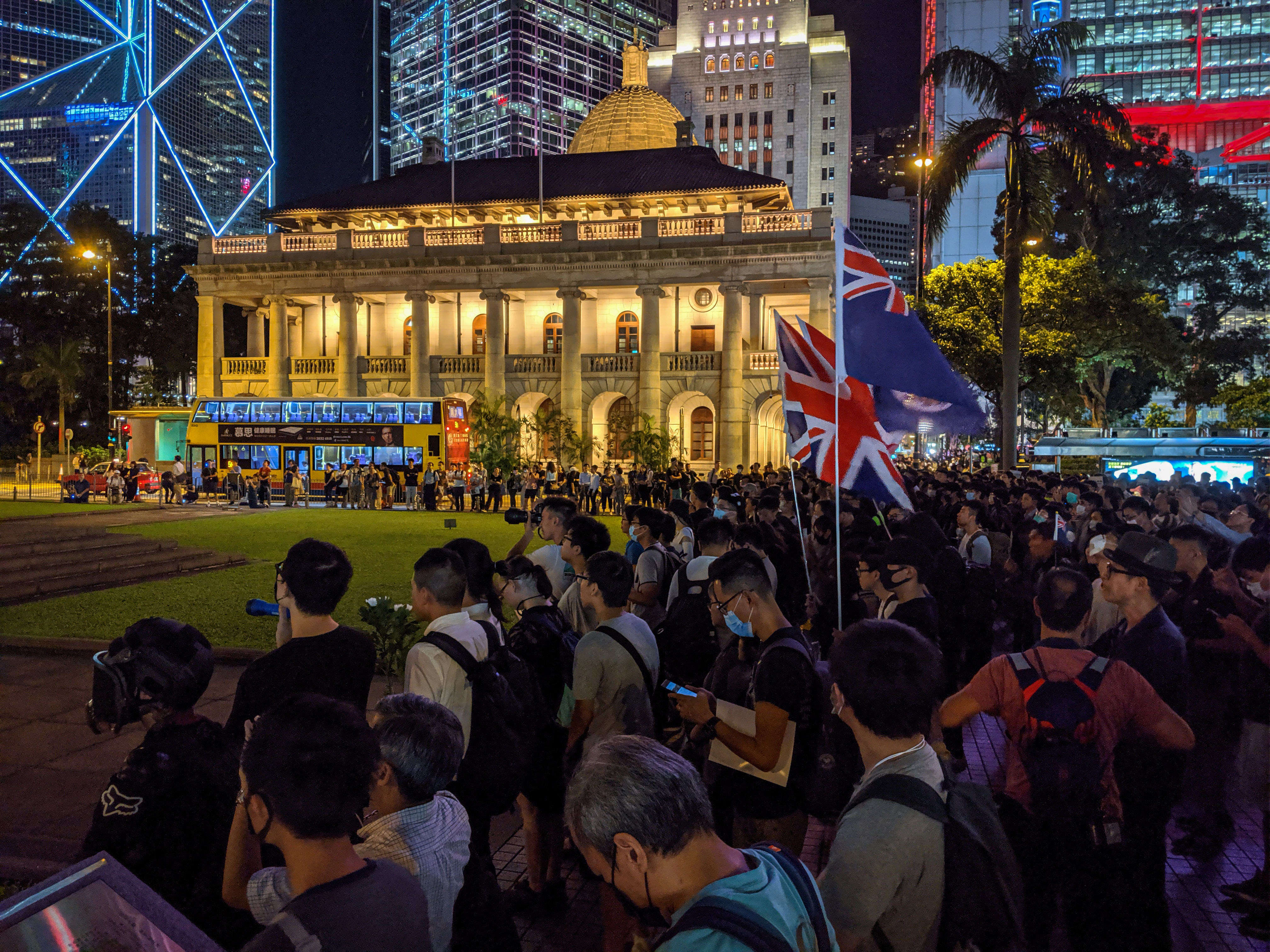
Während der Proteste in Hongkong 2019/2020 schwenken Demonstranten britische Fahnen

Nach dem Beitritt der Volksrepublik zur WTO im Jahre 2001 wurde die Integration Chinas in die Weltwirtschaft vorangetrieben. Die politischen, kulturellen und wirtschaftlichen Beziehungen zwischen dem Vereinigten Königreich und der Volksrepublik China intensivierten sich in der Folgezeit. Das Vereinigte Königreich erkannte die Region Tibet 2008 als integralen Bestandteil der VR China an. Zuvor hatte es nur die chinesische Oberhoheit über die Region anerkannt. Eine besonders enge Beziehung wurde unter der Ägide der Conservative Party zwischen 2015 und 2017 aufgebaut. Zwischen dem 20. und dem 23. Oktober 2015 absolvierten Chinas oberster Führer Xi Jinping und seine Frau Peng Liyuan einen Staatsbesuch im Vereinigten Königreich, besuchten London und Manchester und trafen mit Königin Elisabeth II. und David Cameron zusammen. Bei diesem Staatsbesuch werden auch Wirtschaftsabkommen im Wert von mehr als 30 Milliarden Pfund unterzeichnet. Premierministerin Theresa May besuchte China auf einer dreitägigen Handelsmission im Februar 2018, um die so genannte „Goldene Ära“ der chinesisch-britischen Beziehungen fortzusetzen. Die Beziehungen trübten sich jedoch 2020 deutlich ein, als das chinesische Sicherheitsgesetz für Hongkong in Kraft trat. Chris Patten, der die Übergabe als letzter britischer Gouverneur überwacht hatte, erklärte, das Sicherheitsgesetz bedeute das Ende des Grundsatzes „ein Land, zwei Systeme“ und sei ein eklatanter Verstoß gegen die Vereinbarung zwischen Großbritannien und China. Auch Premier Boris Johnson verurteilte das Gesetz und seine Regierung gewählte mit einem Programm mehr als 200.000 Chinesen aus Hongkong die Einwanderung ins Vereinigte Königreich. Auch das veränderte internationale Auftreten der Volksrepublik unter Xi Jinping, dessen enge Beziehungen zu Russland unter Wladimir Putin, die Verfolgung der Uiguren und die COVID-19-Pandemie schädigten dem Ansehen der VR China in Großbritannien. Im März 2021 bezeichnete die britische Regierung die VR China als „einen systemischen Rivalen“ und September 2021 schloss sie sich mit Australien und den USA dem antichinesischen Militärbündnis AUKUS an.

## Wirtschaftsbeziehungen
Durch ihre ehemalige Kolonie in Hongkong verfügen die Briten über sehr weit zurückreichende wirtschaftliche Verbindungen in China. 2022 lag der bilaterale Handelsaustausch mit der VR China bei 137 Milliarden US-Dollar an Waren und Dienstleistungen, womit China zu den wichtigsten Handelspartnern der Briten gehört. Als besondere Brücke für den britisch-chinesischen Handel und Wirtschaftsaustausch fungiert Hongkong, wo zahlreiche britische Banken und Finanzdienstleistungen tätig sind, Der Handel zwischen Hongkong und dem Vereinigten Königreich hatte 2023 ein Volumen von knapp 25 Milliarden Pfund. Britische Unternehmen haben in der Stadt Investitionen von 77 Milliarden Pfund getätigt, was knapp 4 Prozent aller britischen Auslandsinvestionen waren.
Beide Länder haben zahlreiche Abkommen zur Erleichterung des Handelsaustauschs und für die Kooperation im Bereich Infrastruktur unterzeichnet. Im Januar 2017 eröffneten China Railways und DB Cargo die Eisenbahnlinie Yiwu-London, die die Stadt Yiwu mit dem Londoner Bezirk Barking verbindet und mit einer Länge von 12.000 Kilometern die längste Güterbahnlinie der Welt wurde. 2017 erhielt der Zughersteller CRRC den Zuschlag für den Bau von 71 technischen Waggons für die Londoner U-Bahn. Dies war das erste Mal, dass ein chinesischer Hersteller einen Eisenbahnauftrag erhielt.

## Spionage
Das chinesische Ministerium für Staatssicherheit teilte im Januar 2024 mit, es habe einen Mann verhaftet, der beschuldigt wird, Staatsgeheimnisse für den britischen Auslandsgeheimdienst MI6 gesammelt zu haben. In der Erklärung heißt es, ein Mann mit dreifacher Staatsbürgerschaft und dem Nachnamen Huang sei im Sammeln von Geheimdienstinformationen geschult, mit Ausrüstung ausgestattet und habe bei wiederholten Besuchen in China zahlreiche Staatsgeheimnisse gesammelt. Es wurden keine weiteren Informationen über die gesammelten Geheimnisse, den Zeitpunkt seiner Festnahme oder den Ort seiner Inhaftierung übermittelt.
Das Gehaltsabrechnungssystem des britischen Verteidigungsministeriums war im Mai 2024 mehrfach Ziel eines chinesischen Cyberangriffs, bei dem Mitarbeiter und ihre Bankdaten kompromittiert wurden.

## Kulturbeziehungen
Im Vereinigten Königreich lebten 2011 knapp 433.000 Chinesen, welche knapp 0,7 Prozent der Bevölkerung ausmachten. Die meisten Chinesen leben in großen Städten wie London, Birmingham oder Manchester. So gibt es in London eine eigene Chinatown. Zahlreiche der Chinesen im Vereinigten Königreich haben familiäre Wurzeln in Hongkong und haben oft eine eigenständige Identität als „Hongkonger“. Kurz vor und in der Zeit nach der Übergabe Hongkongs hat sich der Zuzug ins Vereinigte Königreich verstärkt.
Die chinesische Küche hat im Vereinigten Königreich an Beliebtheit gewonnen. Es gab 2024 knapp 10.000 chinesische Restaurants im gesamten UK.
Für die Kinder der chinesischen Oberschicht und oberen Mittelschicht sind britische Universitäten sehr beliebt. Zwischen 2011 und 2021 stieg die Anzahl chinesischer Studenten in Großbritannien von ca. 79.000 auf knapp 152.000 an. Sie stellten damit knapp ein Fünftel aller Auslandsstudenten.

## Diplomatische Standorte
- Das Vereinigte Königreich hat eine Botschaft in Peking und Generalkonsulate in Chongqing, Guangzhou, Hongkong, Shanghai und Wuhan.
- Die Volksrepublik China hat eine Botschaft in London und Generalkonsulate in Manchester, Edinburgh und Belfast.